# توکوگاوا هاروموری
توکوگاوا هاروموری (به ژاپنی: 徳川 治保 とくがわ はるもり)، (تولد ۱۷۵۱ - مرگ ۱۸۰۵)، ششمین ارباب قلمرو میتو در ولایت هیتاچی. گفته می‌شود او بنیان‌گذار احیای قلمرو میتو است.
او با پیروی از دومین ارباب فئودال، توکوگاوا میتسوکونی، تلاش کرد تا یادگیری را تشویق کند. او تدوین متوقف‌شده‌ی دای نیهونشی را دوباره به جریان انداخت و گفته می‌شود که جیهو خودش هر روز صبح با محققان برای ویرایش دای نیهونشی همکاری می‌کرد. او همچنین با دعوت از محققان شوکوکان برای سخنرانی در قلعه برای سامورایی‌ها و با تلاش برای اجرای امتحانات دانشگاهی، روشن کرد که برای یادگیری ارزش قائل است. او مردم شهر مانند فوجیتا یوکوکو و کشاورز ناگاکوبو سکیسوی را به دلیل دانش آکادمیکشان به رتبه‌های سامورایی ارتقا داد. علاوه بر این، او سه رئیس شوکوکان، از جمله تاچیهارا سویکن، را به عنوان مشاوران سیاسی منصوب کرد و سعی کرد نظرات محققان را در سیاست واقعی منعکس کند. در این فضا، سویکن و شاگردش یوکوکو و دیگران شروع به صحبت فعالانه در مورد مسائلی چه در داخل و چه در خارج از قلمرو، مانند سیاست‌های احیای روستایی و سیاست‌های مربوط به روسیه در ازو، کردند.